# Rhopalurus caribensis
Espèce
Rhopalurus caribensis est une espèce de scorpions de la famille des Buthidae.

## Distribution
Cette espèce est endémique de Colombie. Elle se rencontre dans les départements de La Guajira, de Magdalena et d'Atlántico.

## Description
Le mâle holotype mesure 39,1 mm et la femelle paratype 48,5 mm.
Les mâles mesurent de 38 à 40 mm et les femelles de 43 à 55 mm.

## Systématique et taxinomie
Cette espèce a été placée en synonymie avec Rhopalurus laticauda par Florez en 2013. Elle est relevée de synonymie  par Teruel et Roncallo en 2013.

## Étymologie
Son nom d'espèce, composé de carib et du suffixe latin -ensis, « qui vit dans, qui habite », lui a été donné en référence au lieu de sa découverte, la côte caraïbe de la Colombie.

## Publication originale
- Teruel & Roncallo, 2008 : « Rare of poorly known scorpions from Colombia. III. On the taxonomy and distribution of Rhopalurus laticauda Thorell, 1876 (Scorpiones: Buthidae), with description of a new species of the genus. » Euscorpius, no 68, p. 1-12 (texte intégral).